# فرودگاه بین‌المللی گافساکسار
فرودگاه بین‌المللی گافساکسار (به انگلیسی: Gafsa – Ksar International Airport) (به زبان بومی: Aéroport international de Gafsa-Ksar) یک فرودگاه همگانی و نظامی با کد یاتا GAF است که یک باند فرود آسفالت دارد و طول باند آن ۲۹۰۰ متر است. این فرودگاه در کشور تونس قرار دارد و در ارتفاع ۳۲۳ متری از سطح دریا واقع شده‌است.

## شرکت‌های هواپیمایی و مقصدهای پروازی
| شرکت‌های هواپیمایی | مقصدهای پروازی                              |
| ----------------- | ------------------------------------------- |
| تونس‌ایر اکسپرس    | گابیس-ماتماتا، توزر نفطه الدولی، تونس قرطاج |